# Долинно-йокутский язык
Долинно-йокутский язык (Valley Yokuts, Yokuts) — диалектный континуум йокутской языковой семьи, на котором говорят йокуты, которые проживают в долине Сан-Хоакин, на склонах Сьерра-Невада и реке Сан-Хоакин штата Калифорния в США. В настоящее время народ говорит на английском языке.

## Диалекты
У йокутского языка есть множество диалектов:
- Дальне-северный долинный (†): лакисамни, тавалимни, чалостака, ячикумне.
- Северо-долинный: думна, кечайи, ноптинте, чавчила, чукчанси.
- Южно-долинный (†): вечихит, воволь, воласи-чойнок, койети-явелмани (йовлумни), нутунуту-тачи, теламни, чунут (сумтаче).